# Balu
Luís Carlos Carvalho dos Reis (Castro Alves, 28 de dezembro de 1961) mais conhecido como Balu, é um ex-futebolista brasileiro que atuava como lateral direito.

## Carreira
Começou na categoria mirim do Santos e posteriormente se transferiu para a base da Portuguesa Santista. Em 1985, chegou à Ferroviária por 90 mil cruzeiros.
No início de 1986, foi contratado pelo Cruzeiro EC junto à Ferroviária por 400 mil cruzeiros. Balu se destacou nacionalmente no clube mineiro, onde ganhou dois títulos do Campeonato Mineiro (1987 e 1990), além da semifinal da Copa União, em 1987, e do vice da Supercopa de 1988.
Chegou a ser convocado para a Seleção Brasileira de Futebol por Falcão e atuou contra a Romênia, em 1991.
Trocou a Raposa pelo Paraná Clube em junho de 1991.
Balu jogou ainda por Coritiba, Portuguesa Santista e Cerro Porteño do Paraguai.

## Títulos
Cruzeiro
- Campeonato Mineiro: 1987, 1990[3]

### Prêmios individuais
- Bola de Prata da revista Placar: 1989